# Poa sclerocalamos
Poa sclerocalamos là một loài thực vật có hoa trong họ Hòa thảo. Loài này được Facchini ex Ambrosi miêu tả khoa học đầu tiên năm 1854.